# Vitryssland i olympiska sommarspelen 2000
Vitryssland deltog i de olympiska sommarspelen 2000 med en trupp bestående av 139 deltagare, 72 män och 67 kvinnor, och de tog totalt 17 medaljer.

## Medaljer

### Guld
- Janina Karoltjyk - Friidrott, kulstötning
- Ellina Zvereva - Friidrott, diskuskastning
- Jekaterina Karsten - Rodd, singelsculler

### Silver
- Julija Raskina - Gymnastik, mångkamp
- Tatjana Ananko, Tatjana Belan, Anna Glazkova, Irina Iljenkova, Maria Lazuk och Olga Puzjevitj - Gymnastik, mångkamp, trupp
- Igor Basinski - Skytte, 50 m pistol

### Brons
- Dmitrij Debelka - Brottning, grekisk-romersk stil 130 kg
- Irina Jattjenko - Friidrott, diskuskastning
- Igor Astapkovitj - Friidrott, diskuskastning
- Natalia Sazanovitj - Friidrott, sjukamp
- Anatolij Larjukov - Judo, lättvikt 73 kg
- Pavel Dovgal - Modern femkamp
- Igor Basinski - Skytte, 10 m luftpistol
- Lalita Jauhleuskaja - Skytte, 25 m pistol
- Sergej Martynov - Skytte, 50 m gevär liggande
- Hennadyj Olesjtjuk - Tyngdlyftning, fjädervikt 62 kg
- Serhej Lavrenov - Tyngdlyftning, lättvikt 69 kg

## Boxning
Lätt weltervikt
- Sergey Bykovsky
  - Omgång 1 — Besegrade Romeo Brin från Filippinerna
  - Omgång 2 — Besegrade Nurhan Suleymanoglu från Turkiet
  - Kvartsfinal — Förlorade mot Mahamadkadyz Abdullaev från Uzbekistan (→ gick inte vidare)

## Bågskytte
| Damernas individuella |               |                           |               |               |                      |            |
|                       | Anna Karaseva | Anna Karaseva             | Anna Karaseva | Olga Moroz    | Olga Moroz           | Olga Moroz |
| 32-delsfinal          | Besegrade     | Almudena Gallardo Spanien | 163-162       | Förlorade mot | Joanna Nowicka Polen | 152-139    |
| Sextondelsfinal       | Förlorade mot | Mi-Jin Yun Sydkorea       | 162-152       | -             | -                    | -          |

Herrarnas individuella
- Nico Hendrickx — 32-delsfinal → 27:e plats (1-1)

## Friidrott
Herrarnas 800 meter
- Pavel Pelepyagin
  - Omgång 1 — 01:46.67
  - Semifinal — 01:50.37 (→ gick inte vidare)

Herrarnas 400 meter häck
- Leonid Vershinin
  - Omgång 1 — 51.84 (→ gick inte vidare)

Herrarnas kulstötning
- Andrei Mikhnevich
  - Kval — 19.97
  - Final — 19.48 (→ 9:a plats)

Herrarnas diskuskastning
- Vasiliy Kaptyukh
  - Kval — 65.90
  - Final — 67.59 (→ 4:a plats)

- Vladimir Dubrovshchik
  - Kval — 64.03
  - Final — 65.13 (→ 7:a plats)

- Leonid Cherevko
  - Kval — 58.32 (→ gick inte vidare)

Herrarnas spjutkastning
- Vladimir Sasimovich
  - Kval — 78.04 (→ gick inte vidare)

Herrarnas släggkastning
- Igor Astapkovich
  - Kval — 79.81
  - Final — 79.17 (→  Brons)

- Ivan Tikhon
  - Kval — 76.90
  - Final — 79.17 (→ 4:a plats)

Herrarnas höjdhopp
- Aleksei Lelin
  - Kval — 2.15 (→ gick inte vidare)

Herrarnas 20 kilometer gång
- Andrey Makarov
  - Final — 1:23:33 (→ 17:a plats)

- Artur Meleshkevich
  - Final — 1:24:50 (→ 21:a plats)

- Mikhail Khmelnitskiy
  - Final — 1:28:02 (→ 34:a plats)

Herrarnas 50 kilometer gång
- Viktor Ginko
  - Final — DSQ

Damernas 800 meter
- Natalya Dukhnova
  - Omgång 1 —; 02:03.20 (→ gick inte vidare)

Damernas 4 x 400 meter stafett
- Elena Bunnik, Anna Kazak, Iryna Chliustava och Natallja Salahub
  - Omgång 1 — 03:26.31 (→ gick inte vidare)

Damernas kulstötning
- Janina Karoltjyk
  - Kval — 19.36
  - Final — 20.56 (→  Guld)

Damernas diskuskastning
- Irina Yatchenko
  - Kval — 62.72
  - Final — 65.20 (→  Brons)

- Ellina Zvereva
  - Kval — 64.81
  - Final — 68.40 (→  Guld)

Damernas släggkastning
- Svetlana Sudak
  - Kval — 63.83
  - Final — 64.21 (→ 10:a plats)

- Lyudmila Gubkina
  - Kval — 63.29
  - Final — 67.08 (→ 6:a plats)

- Olga Tsander
  - Kval — ingen notering (→ gick inte vidare)

Damernas tresteg
- Natallia Safronava
  - Kval — 13.91 (→ gick inte vidare)

Damernas höjdhopp
- Tatyana Shevchik
  - Kval 1.85 (→ gick inte vidare)

Damernas 20 kilometer gång
- Nataliya Misyulya
  - Final — 1:33:08 (→ 9:a plats)

- Valentina Tsybulskaya
  - Final — 1:36:44 (→ 28:a plats)

- Larisa Ramazanova
  - Final — 1:37:39 (→ 32:a plats)

Damernas sjukamp
- Natalya Sazanovich
  - 100m häck — 13.45
  - Höjd — 1.84
  - Kula — 14.79
  - 200m — 24.12
  - Längd — 6.50
  - Spjut — 43.97
  - 800m — 02:16.41
  - Poäng — 6527 (→  Brons)

## Fäktning
Herrarnas värja
- Vitaly Zakharov
- Vladimir Pchenikin
- Andrey Murashko

Herrarnas värja, lag
- Vitaly Zakharov, Andrey Murashko, Vladimir Pchenikin

Herrarnas sabel
- Dmitry Lapkes

## Gymnastik
Trampolin
Damernas trampolin
- Natalia Karpenkova — 35.80 pts (→ 6:e plats)

Herrarnas trampolin
- Dimitri Polyarush — 38.10 pts (→ 5:e plats)

Rytmisk
Damernas individuella rytmiska
- Julia Raskina — 39.548 pts (→  Silver)
- Valerina Vatkina — 38.957 pts (→ 8:e plats)

Damernas trupptävling
- Tatyana Ananko, Tatyana Belan, Anna Glazkova, Irina Ilyenkova, Maria Lazuk och Olga Puzhevich — 39.500pts (→  Silver)

## Kanotsport
Sprint
Herrar
Herrarnas C-1 500 m
- Aleksandr Maseikov
  - Kvalheat — 01:54,468
  - Semifinal — 01:55,035 (→ gick inte vidare)

Damer
Damernas K-2 500 m
- Elena Bet och Svetlana Vakula
  - Kvalheat — 01:55,757
  - Semifinal — 01:49,758  (→ gick inte vidare)

Damernas K-4 500 m
- Alesya Bakunova, Elena Bet, Natalya Bondarenko och Svetlana Vakula
  - Kvalheat — 01:34,734
  - Semifinal — Bye
  - Final — 01:37,748 (→ 6:e plats)

## Modern femkamp
Damer
- Janna Choubenok — 5086 poäng  (→ 6:e plats)

Herrar
- Pavel Dovgal — 5338 poäng (→  Brons)

## Rodd
Damernas singelsculler
- Yekaterina Khodatovich-Karsten

Damernas åtta med styrman
- Irina Bazilevskaya
- Marina Kuzhmar
- Olga Berezneva
- Marina Znak
- Yuliya Bichik
- Inessa Zakharevskaya
- Nataliya Gelakh
- Olga Tratsevskaya
- Valentina Khokhlova

## Segling
470
- Igor Ivasjintsov och Michail Protasevitj
  - Lopp 1 — 15
  - Lopp 2 — (29)
  - Lopp 3 — 20
  - Lopp 4 — 20
  - Lopp 5 — 23
  - Lopp 6 — 14
  - Lopp 7 — 18
  - Lopp 8 — (30) DSQ
  - Lopp 9 — 24
  - Lopp 10 — 5
  - Lopp 11 — 14
  - Final — 153 (→ 21:a plats)

Laser
- Aleksandr Mumyga
  - Lopp 1 — 28
  - Lopp 2 — 27
  - Lopp 3 — 20
  - Lopp 4 — 29
  - Lopp 5 — 20
  - Lopp 6 — 29
  - Lopp 7 — (40)
  - Lopp 8 — 34
  - Lopp 9 — 28
  - Lopp 10 — 32
  - Lopp 11 — 30
  - Final — 243 (→ 32:a plats)

Europajolle
- Tatiana Drozdovskaja
  - Lopp 1 — 25
  - Lopp 2 — 16
  - Lopp 3 — 17
  - Lopp 4 — 17
  - Lopp 5 — 26
  - Lopp 6 — (27)
  - Lopp 7 — (28) OCS
  - Lopp 8 — 18
  - Lopp 9 — 21
  - Lopp 10 — 17
  - Lopp 11 — 19
  - Final — 176 (→ 24:e plats)

## Simhopp
Herrarnas 3 m
- Vjatjeslav Chamulkin
  - Kval — 357,03 (→ gick inte vidare, 23:e plats)

Damernas 3 m
- Svetlana Alekseeva
  - Kval — 260,91
  - Semifinal — 216,48 — 477,39 (→ gick inte vidare, 15:e plats)